# Contea di Nantou
La contea di Nantou (cinese tradizionale: 南投縣; POJ: Lâm-tâu-kōan; pinyin: Nántóu Xiàn) è la seconda contea più grande di Taiwan, e l'unica non bagnata dal mare. Il suo nome deriva dalla parola ramtau, nella lingua del popolo Hoanya di aborigeni taiwanesi.
La superficie totale della contea copre 4.106,436 km², per una popolazione al 2008 di 532.034 abitanti.
Diverse sono le attrazioni turistiche della contea; tra quelle naturali spiccano il lago Riyue e le montagne Hehuanshan e Sitou, mentre tra quelle artificiali vi è la città di Puli.
I simboli naturali della contea di Nantou sono la farfalla Agehana maraho, l'albero di Cinnamomum camphora ed il fiore Prunus mume. Inoltre, il tè Oolong ivi prodotto è famoso in tutto il mondo.

## Amministrazione

### Capoluogo
1. Nantou (南投市)

### Città principali

#### Comuni urbani
1. Caotun (草屯鎮)
2. Jiji (集集鎮)
3. Puli (埔里鎮)
4. Zhushan (竹山鎮)

#### Comuni rurali
1. Guoxing (國姓鄉)
2. Lugu (鹿谷鄉)
3. Mingjian (名間鄉)
4. Ren'ai (仁愛鄉)
5. Shuili (水里鄉)
6. Xinyi (信義鄉)
7. Yuchi (魚池鄉)
8. Zhongliao (中寮鄉)

## Attrazioni turistiche
- Area Scenica Nazionale del lago Riyue
- Area Scenica Nazionale delle Tre Montagne, su eng.taiwan.net.tw (archiviato dall'url originale il 4 ottobre 2011).
- Tracciato alpinistico Maolan, su eng.taiwan.net.tw (archiviato dall'url originale il 4 ottobre 2011).
- Tracciato alpinistico Hanbi, su eng.taiwan.net.tw (archiviato dall'url originale il 4 ottobre 2011).
- Isola Lalu, su eng.taiwan.net.tw (archiviato dall'url originale il 4 ottobre 2011).